# Красильников, Алексей Иванович
 Алексей Иванович Красильников (1 апреля 1903 года, Самара — 21 декабря 1943 года) — Герой Советского Союза (1944), участник Великой Отечественной войны, пулемётчик 156-го гвардейского стрелкового полка 51-й гвардейской стрелковой дивизии 6-й гвардейской армии 2-го Прибалтийского фронта, гвардии старший сержант.

## Биография
Родился 1 апреля 1903 года в городе Самаре. В 1920-х годах проходил срочную службу пулемётчиком в рядах Красной Армии.
- 1933 — начал работать на Заводе имени Масленникова в чугунолитейном цехе.
- 1941 — с августа был призван в Красную Армию, стал наводчиком станкового пулемёта.
- 1941 — с ноября участник боёв за Москву, несколько раз был ранен, лечился в госпиталях.
- 1943 — гвардии старший сержант Красильников попал в 156-й гвардейский стрелковый полк 51-й гвардейской стрелковой дивизии. Проявил мужество и героизм в боях при освобождении Невельского района Псковской области в ноябре — декабре 1943 года.

21 декабря 1943 года погиб в бою с фашистами за деревню Чертово Невельского района Псковской области. Похоронен в деревне Новохованск Невельского района.

## Память
- 10 марта 1966 года в городе Куйбышеве (ныне Самара) бывшая улица Центральная[1] была названа именем Героя Советского Союза А. И. Красильникова[2][3].
- 27 сентября 1969 года Приказом Министра обороны СССР Герой был навечно зачислен в списки личного состава 867-го гвардейского ракетного полка Ракетных войск стратегического назначения СССР.